# Німіс
Німіс (італ. Nimis) — муніципалітет в Італії, у регіоні Фріулі-Венеція-Джулія,  провінція Удіне.
Німіс розташований на відстані близько 490 км на північ від Рима, 80 км на північний захід від Трієста, 16 км на північ від Удіне.
Населення — 2765 осіб (2014).
Покровитель — SS. Gervasio e Protasio.

## Демографія
Населення за роками:

Станом на 1 січня 2023 року в муніципалітеті офіційно проживало 149 іноземців з 32 країн, серед них 46 громадян країн Євросоюзу та 17 громадян України.

## Сусідні муніципалітети
- Аттіміс
- Лузевера
- Поволетто
- Реана-дель-Рояле
- Тайпана
- Тарченто